# Florinda Bolkan
Florinda Bolkan, nome artístico de Florinda Soares Bulcão (Uruburetama, 15 de fevereiro de 1941), é uma atriz brasileira.

## Biografia
Florinda viveu em Fortaleza e no Rio de Janeiro antes de se mudar para a Itália em 1968 e fazer carreira no cinema. Lá, ela adaptou a grafia de seu sobrenome (Bulcão) para torná-lo mais pronunciável aos estrangeiros.
Filha do poeta, jornalista e político José Pedro Soares Bulcão (1873-1942) e de sua segunda esposa Maria Hosana Sousa Bulcão, viveu algum tempo em Fortaleza e mudou-se para o Rio de Janeiro, onde já morava uma de suas irmãs. Foi inicialmente datilógrafa de uma empresa de engenharia, aprendeu taquigrafia e estenografia, estudou inglês e francês e, afinal, conseguiu um emprego como comissária de bordo da Varig. Foi para os Estados Unidos, onde participou de comerciais de televisão e conheceu personagens do jet set, como Porfirio Rubirosa, famoso play-boy internacional, e Samuel Wainer, então exilado em Paris, que, em 1968, apresentou Florinda à condessa Marina Cicogna, produtora cinematográfica que se tomou sua grande amiga e a levou para passar férias em  Ísquia. Lá, Florinda conhece Luchino Visconti, primo de Marina. Ele  improvisa um  teste com Florinda  e acaba por lhe dar uma pequena  parte no seu  filme, La caduta degli dei, então em elaboração.

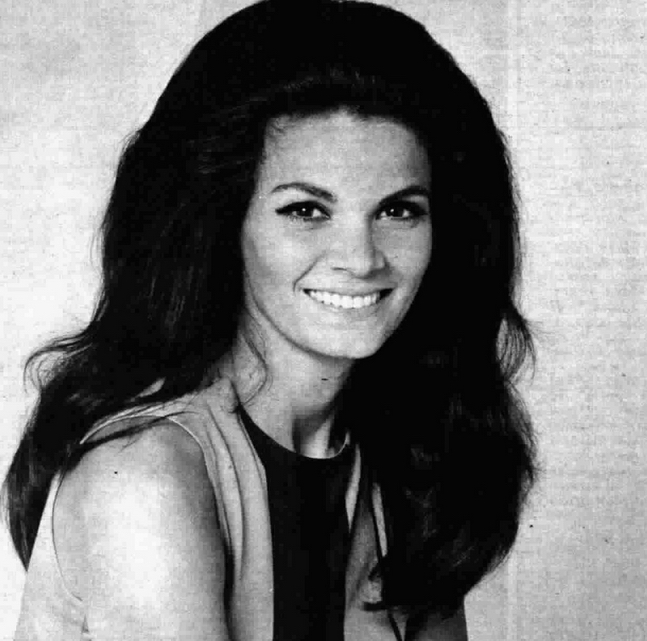
Florinda Bolkan em 1970

Revelada por  Visconti, Florinda atuou em mais de 50 filmes,  trabalhando com diretores renomados, como  Christian Marquand, Damiano Damiani, Giuseppe Patroni Griffi, Giuliano Montaldo, Elio Petri, James Clavell, Michele Lupo, Enrico Maria Salerno, Vittorio de Sica, Richard Lester e Franco Prosperi, além do próprio Visconti, que a dirigiu em  Os Deuses Malditos,   ao lado de Dirk Bogarde, Ingrid Thulin e Helmut Berger. Depois de participar de dezenas de filmes na Europa, voltou ao Brasil para participar do seriado A Rainha da Vida, da Rede Manchete.  A história, passada no Ceará, narra o drama de Antônia Fidalga, uma mulher  vilipendiada pelo marido que  abandona a sua cidadezinha e sai pelo mundo.
Na sua estreia cinematográfica,  Candy, contracenou com o beatle Ringo Starr. Em Una Breve Vacanza (Amargo Despertar), foi dirigida por Vittorio de Sica. Investigação Sobre um Cidadão Acima de Qualquer Suspeita, sob direção de Elio Petri, é considerado um de seus melhores filmes. O ator e diretor Enrico Maria Salerno dirigiu-a em  Anonimo veneziano. Durante sua carreira, contracenou ainda com Jean-Louis Trintignant, John Cassavetes e Annie Girardot, entre outros astros.
Ganhou por três vezes o David di Donatello, considerado o "Oscar" do cinema italiano, prêmio que também já foi dado a Sophia Loren, Claudia Cardinale e Monica Vitti.
Quando a contratou para fazer Una Breve Vacanza, o filme que iria lançá-la no mercado dos Estados Unidos, De Sica lhe disse: "Escolhi você porque seus olhos são de quem já conheceu a fome". Ao que Florinda respondeu: "Quem nasce no Ceará traz uma carga de verdade muito dura e forte".
Durante 20 anos, Florinda foi companheira da condessa Marina Cicogna, produtora de Una Breve Vacanza.
Em 2000, a atriz fez sua estreia como diretora, com o filme brasileiro Eu Não Conhecia Tururu. Além de dirigir, ela também faz um dos papéis principais. Florinda Bolkan continua trabalhando como atriz de cinema e televisão, especialmente na Itália.

## Filmografia

### Cinema
| Ano  | Título original                                       | Personagem                 | Notas          |
| ---- | ----------------------------------------------------- | -------------------------- | -------------- |
| 2020 | Magari                                                | Olga                       |                |
| 2018 | What's This Country Called Now?                       | Arquiduquesa Sofia         | Curta-metragem |
| 2003 | Cattive inclinazioni                                  | Mirta Valenti              |                |
| 2002 | Incantesimo 5                                         | Corinne Grasso             |                |
| 2000 | Eu Não Conhecia Tururú                                | Eleonora Soares Fonseca    |                |
| 1998 | Bela Donna                                            | Mãe Ana                    |                |
| 1996 | L’Ombre du pharaon                                    | —                          |                |
| 1995 | La strana storia di Olga O.                           | Sheila Altman              |                |
| 1994 | Delitto passionale                                    | Giulia                     |                |
| 1991 | Miliardi                                              | Margherita                 |                |
| 1989 | Portaritratto per signora                             | —                          |                |
| 1988 | Some Girls                                            | Mrs. D'Arc                 |                |
| 1988 | Prisoner of Rio                                       | Stella                     |                |
| 1985 | La gabbia (Dead Fright)                               | Ellen                      |                |
| 1983 | Acqua e sapone (Soap and Water)                       | Wilma Walsh (mãe de Sandy) |                |
| 1983 | Legati da tenera amicizia                             | Adelaide                   |                |
| 1978 | Tod im November (The Devil's Bed)                     | Walpurga                   |                |
| 1978 | La settima donna (Terror)                             | Irmã Cristina              |                |
| 1978 | Manaos                                                | Manuela Aranda             |                |
| 1976 | Il comune senso del pudore                            | Loredana Davoli            |                |
| 1975 | Royal Flash                                           | Lola Montez                |                |
| 1975 | Le orme (Primal Impulse)                              | Alice Carlos               |                |
| 1975 | Sarajevski atentat                                    | Sophie                     |                |
| 1974 | Flavia, la monaca musulmana (Flavia)                  | Flavia Gaetani             |                |
| 1974 | Le mouton enragé (Love at the Top)                    | Flora Danieli              |                |
| 1973 | Una breve vacanza                                     | Clara Mataro               |                |
| 1973 | Cari genitori (Dear Parents)                          | Giulia Bonanni             |                |
| 1972 | Un uomo da rispettare                                 | Anna                       |                |
| 1972 | Non si sevizia un paperino                            | Maciara                    |                |
| 1972 | Le droit d'aimer                                      | Helena                     |                |
| 1971 | Una Lucertola con la Pelle di Donna                   | Carol Hammond              |                |
| 1971 | The Last Valley                                       | Erica                      |                |
| 1971 | Incontro                                              | Claudia Ridolfi            |                |
| 1970 | Anonimo veneziano                                     | Valeria                    |                |
| 1970 | E venne il giorno dei limoni neri                     | Rossana                    |                |
| 1970 | Indagine su un cittadino al di sopra di ogni sospetto | Augusta Terzi              |                |
| 1970 | Una stagione all'inferno                              | Gennet                     |                |
| 1969 | La caduta degli dei                                   | Olga                       |                |
| 1969 | Un detective                                          | Vera Fontana               |                |
| 1969 | Le voleur de crimes (Crime Thief)                     | Florinda                   |                |
| 1969 | Metti una sera a cena                                 | Nina                       |                |
| 1968 | Candy (Candy e il suo pazzo mondo)                    | Lolita                     |                |
| 1968 | Gli intoccabili (Machine Gun McCain)                  | Joni Adamo                 |                |
| 1968 | Una ragazza piuttosto complicata                      | Greta                      |                |

### Como diretora, roteirista, produtora
- (2000) - Eu Não Conhecia Tururú (I Didn't Know Tururu)

### Autofilmografia
- (2005) - Shedding the Skin, como ela mesma
- (2001) - HermanSIC, como ela mesma (um episódio)
- (1972) - V.I. P.-Schaukel, como ela mesma (um episódio)

### Televisão
| Ano             | Título                                | Personagem                   | Notas        |
| --------------- | ------------------------------------- | ---------------------------- | ------------ |
| 2006            | La notte breve                        | Magistrada                   | Telefilme    |
| 2000            | Un bacio nel buio                     | Aldina                       | Telefilme    |
| 1999            | Ombre (Shadows)                       | Kalantan                     | Telefilme    |
| 1998            | Alice auf der Flucht                  | Elisabetta Mancini           |              |
| 1995            | L’Ombra abitata (Shadow of a Kiss)    | Madame Labronsky             | Telefilme    |
| 1993            | La voyageuse du soir                  | La baronne                   | Telefilme    |
| 1993            | Delitti imperfetti (Imperfect Crimes) |                              |              |
| 1993            | Cherchez la femme                     | Giovanna Bellocchi           | Telefilme    |
| 1992            | Missione d'amore                      | Helena                       |              |
| 1991            | Primero izquierda                     |                              |              |
| 1990            | Mademoiselle Ardel                    | Bianca di Falco              |              |
| 1989            | La formula mancata                    |                              |              |
| 1987            | A Rainha da Vida                      | Antônia Fidalgo/Jurema Matos |              |
| 1986            | Affari di famiglia                    | Lina Benetti                 |              |
| 1984-1986, 1995 | La piovra                             | Contessa Olga Camastra       | 18 episódios |
| 1978            | The Word                              | Angela Monti                 |              |

## Prêmios e indicações
| Ano  | Associações                                 | Categoria                | Nomeações                                                | Resultado | Ref.  |
| ---- | ------------------------------------------- | ------------------------ | -------------------------------------------------------- | --------- | ----- |
| 1969 | Prêmio David di Donatello                   | Golden Plate             | Una ragazza piuttosto complicata/ Metti, una sera a cena | Venceu    |       |
| 1969 | Prêmio Golden Globets Italy                 | Melhor Atriz Revelação   | Metti, una sera a cena                                   | Venceu    |       |
| 1971 | Prêmio David di Donatello                   | Melhor Atriz             | Anonimo veneziano                                        | Venceu    |       |
| 1973 | Prêmio David di Donatello                   | Melhor Atriz             | Cari genitori                                            | Venceu    |       |
| 1975 | New York Film Critics Circle Awards         | Melhor Atriz             | Una breve vacanza                                        | Indicada  |       |
| 1976 | Los Angeles Film Critics Association Awards | Melhor Atriz             | Una breve vacanza                                        | Venceu    |       |
| 1999 | Prêmio Guarani de Cinema Brasileiro         | Melhor Atriz Coadjuvante | Bella Donna                                              | Indicada  | [ 3 ] |
| 2000 | Festival de Cinema de Gramado               | Melhor Filme             | Eu Não Conhecia Tururú                                   | Indicada  |       |
| 2002 | Roseto First Work Festival                  | Conjunto da Obra         | Carreira                                                 | Venceu    |       |